# Johannisborg
Johannisborg – zamek, składający się z szańca i rezydencji, zbudowany koło Norrköping dla Jana, księcia Östergötland. Budowę rozpoczęto w roku 1614. W roku 1719 rezydencję zniszczyły wojska rosyjskie. Nigdy nie została odbudowana. Do dziś zachowała się wieża bramna i fragment murów obronnych. 
Ruina ma status fast fornlämning w rejestrze zabytków Riksantikvarieämbetet, gdzie figuruje pod nr 51:1.

## Historia i architektura
W roku 1589 urodził się Jan, jedyny syn króla Szwecji Jana III Wazy i jego drugiej żony Gunilli Bielke. Wychowywał się na dworze księcia Karola, późniejszego króla Karola IX Wazy. W zamian za zrzeczenie się pretensji do tronu otrzymał tytuł księcia dziedzicznego. W wieku 21 lat został mianowany księciem Östergötland otrzymując od Karola IX szerokie uprawnienia wobec swoich posiadłości. Zajmował się górnictwem i handlem. Leżące na terenie jego posiadłości miasteczko Norrköping rozwijało się od połowy XVI wieku przekształcając się w ośrodek eksportu żelaza i broni. Sam książę Jan był inicjatorem zbudowania w dzielnicy Kvarnholmen wytwórni broni. 

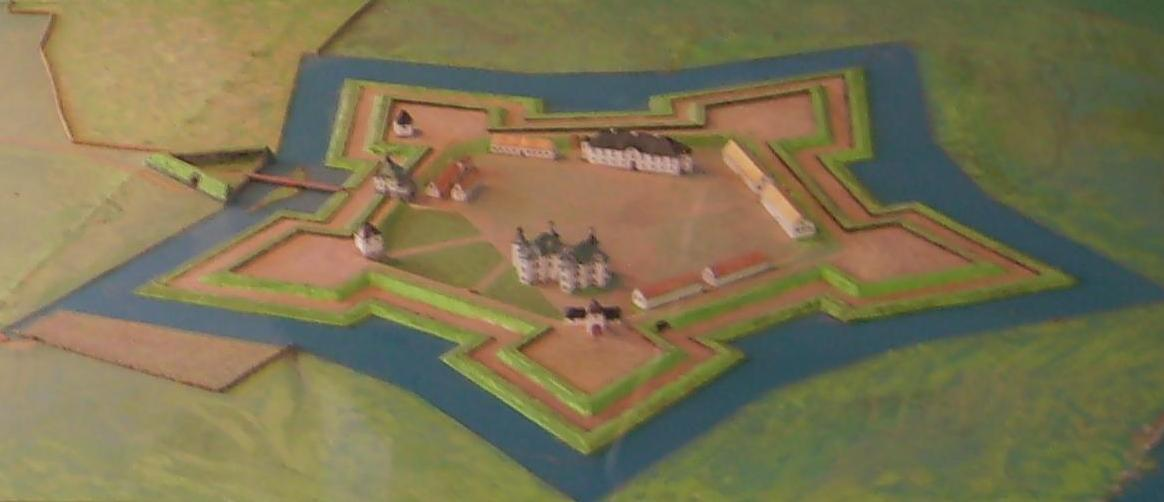
Model zamku Johannisborg

W 1614 roku w celu zapewnienia należytej obrony miasta rozpoczął budowę szańca, położonego na północ od rzeki Motali. Szaniec, pomyślany też jako rezydencja książęca, otrzymał od imienia swego fundatora nazwę Johannisborg, zamek księcia Jana. Była to budowla na planie gwiazdy z wysuniętymi bastionami i wieżą. Założenie rezydencji zostało zbudowane w stylu holenderskiego renesansu, według planów holenderskiego architekta Hansa Fleminga, który wcześniej zaprojektował zamek Norrköpingshus dla króla Jana III Wazy. Budowla miała stanowić centrum nowej dzielnicy miasta, Nya staden. W celu polepszenia jej komunikacji z miastem książę zarządził zbudowanie nowego mostu nad Motalą, Saltängsbron, a w celu przyciągnięcia osadników do nowej dzielnicy ustanowił dla nich hojne, wieloletnie przywileje podatkowe.
Książę Jan zmarł w roku 1618, a jego twierdza, prawdopodobnie nieukończona, zaczęła popadać w ruinę. Jej funkcja obronna nie była wówczas specjalnie potrzebna, ponieważ Morze Bałtyckie w XVII wieku dzięki pomyślnym dla Szwecji wydarzeniom politycznym i militarnym zmieniło się niemal w jej wewnętrzne morze. W roku 1699 zmarł ostatni komendant twierdzy, Henrik Primeros. Zaniechanie budowy twierdzy zemściło się jednak w roku 1719, gdy wschodnie wybrzeże Szwecji, od Gävle po Norrköping, najechały wojska rosyjskie. Nieukończona budowla została zniszczona, a Norrköping spalony. Mimo tego wydarzenia twierdzy już nigdy nie odbudowano. Król Fryderyk I Heski wydał zarządzenie, na mocy którego materiał z twierdzy miał być wykorzystany do odbudowy budynków publicznych w Norrköping. Wieża bramna przetrwała do roku 1806, kiedy została zniszczona przez uderzenie pioruna. W XX wieku była kilkakrotnie restaurowana. Podczas drugiej restauracji, dokonanej w latach 30. XX wieża otrzymała nowy dach i hełm.
W roku 2006 muzeum regionalne Östergötlands länsmuseum przeprowadziło archeologiczne badania wstępne ruiny, w trakcie których odkryto fragmenty XVII-wiecznych walów obronnych.

## Stan dzisiejszy
Ruiny fortyfikacji, częściowo zbadane, wskazują, iż pierwotne założenie oparte było na planie regularnej, pięcioramiennej gwiazdy o długości ramion 420 m licząc od wierzchołka do przeciwległego wcięcia. Z założenia zachowała się część o wymiarach 500 x 120–300 m (w orientacji północ-południe) i dwie oddzielne części w orientacji południe-zachód. Na zachowane szczątki składają się: wał, otaczająca go fosa, zachowana wieża brama, pagórek ziemny, fundamenty oraz fundamenty zaorane.

### Wieża bramna
Wieża bramna to konstrukcja dwukondygnacyjna, na planie kwadratu o boku 9 m, wysoka na 10 m (w zachowanej części). Niższa kondygnacja została zbudowana z kamienia. Spoiny między kamieniami zostały otynkowane. Część górna została zbudowana z cegły i otynkowana na szaro. Cegły są również widoczne w konstrukcji bramy i w detalach części niższej. Brama ma 3,5 m wysokości i 3,5 m szerokości i jest sklepiona. Drzwi wejściowe wykonane są z drewna. Wieża została (wtórnie) pokryta dachem z blachy miedzianej i zwieńczona latarnią, również pokrytą blachą miedzianą.

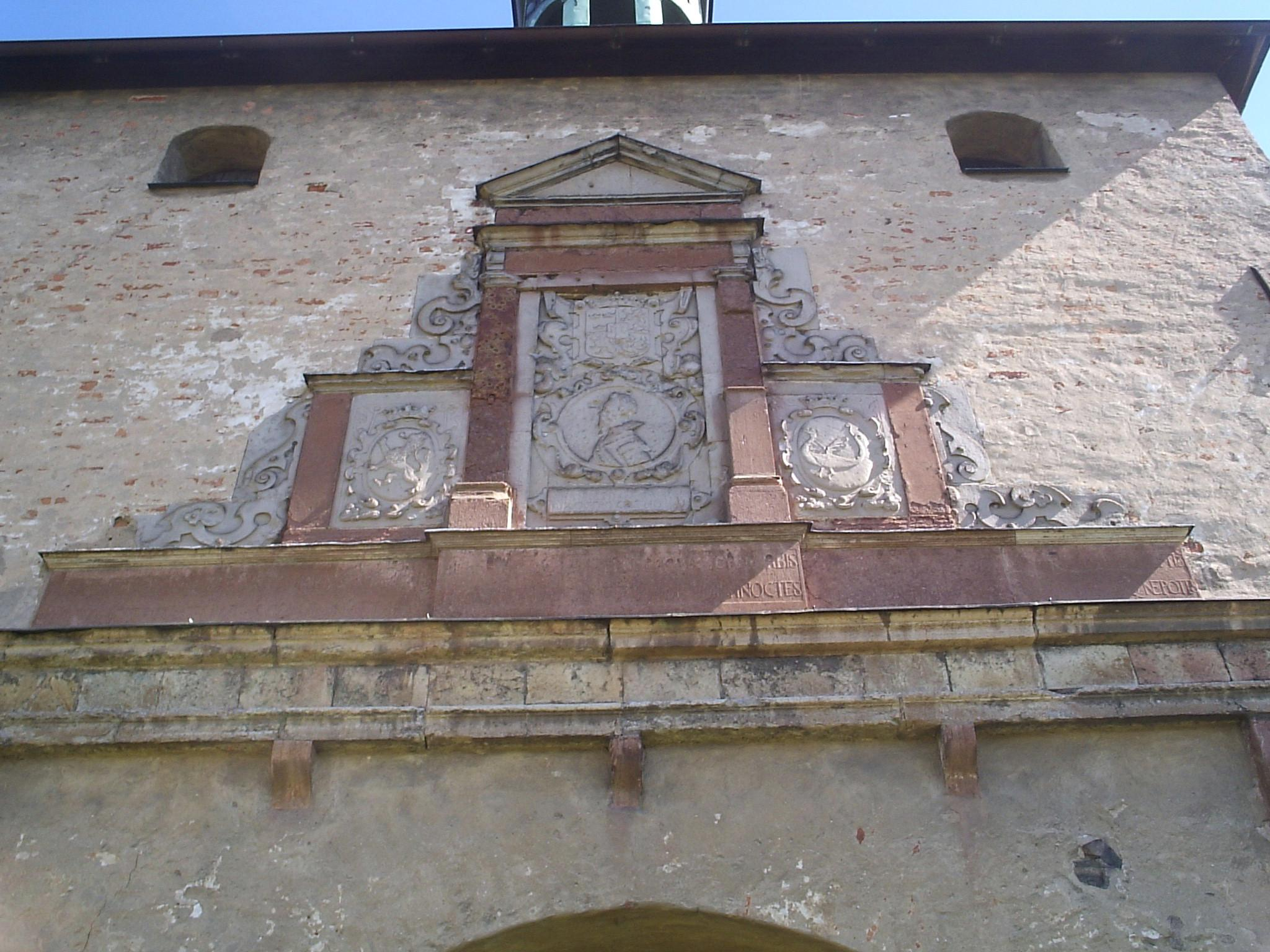
Ozdobny relief nad portalem

Nad portalem bramy został umieszczony relief. Jego baza, pilastry i zwieńczenie zostały wykonane z czerwonego wapienia, natomiast ornament – z szarego. W części centralnej znajduje się relief z podobizną księcia Jana i herbem Wazów, Snopkiem. Relief jest flankowany ówczesnymi herbami Östegötland, Västanstång i Östanstång. Ponad reliefem została umieszczona łacińska sentencja: „Bóg naszym obrońcą”, chociaż jej założeń twierdza nigdy nie wypełniła. W roku 1913 szwedzkie koleje państwowe Statens Järnvägar otrzymały zgodę na budowę własnych obiektów na terenie dawnej twierdzy. Zbudowane warsztaty i urządzenia kolejowe spowodowały zatarcie dawnego założenia obronnego na planie gwiazdy. Założenie to jest widoczne na XVII-wiecznej rycinie z cyklu Suecia Antiqua et Hodierna Erika Dahlbergha.
Zachowana wieża bramna stanowi pamiątkę po księciu Janie i epoce Wazów w dziejach Östergötland.